# Wilhelm Fleiner

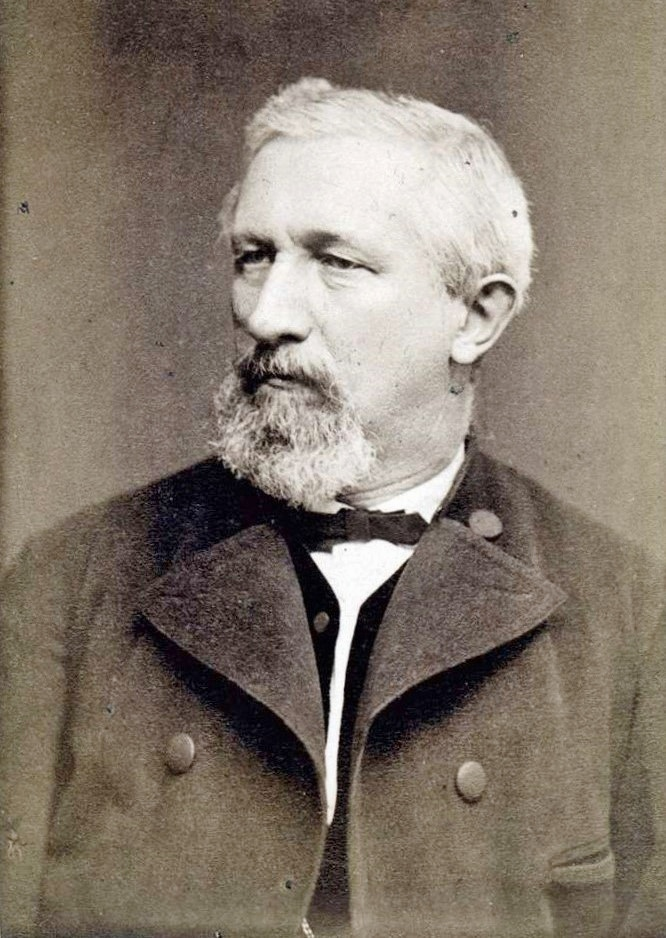
Landtagsabgeordneter Wilhelm Fleiner

Wilhelm Fleiner (* 1. Mai 1828 in Schopfheim; † 11. April 1889 ebenda) war ein deutscher Politiker und Apotheker.

## Leben
Fleiner, Sohn des Apothekers Christian Gustav Fleiner, besuchte die Höhere Bürgerschule in Schopfheim. Von 1843 bis 1845 besuchte er die erste mathematische Klasse der Höheren Gewerbeschule an der Polytechnischen Schule Karlsruhe und wurde 1843/44 Mitglied der Burschenschaft Teutonia. Nach dem frühen Tod seiner beiden älteren Brüder, wurde Wilhelm auf die Nachfolge in der Apotheke vorbereitet.
1853 wurde Fleiner als Apotheker lizenziert und war 1856 bis 1879 Apothekenbesitzer in Schopfheim. In seinem Labor produzierte er "künstliches Mineralwasser". 1864 bis 1868 und 1878 bis 1880 war er Mitglied des Apothekerausschusses der Medizinalverwaltung. 1879 verkaufte Fleiner seine Apotheken in Schopfheim und Wehr, nachdem sich der für die Nachfolge vorgesehene Sohn, Wilhelm Albert, für die ärztliche Laufbahn entschieden hatte. Wilhelm Albert Fleiner wurde Professor der Medizin an der Universität Heidelberg und badischer Geheimer Hofrat.
1871 bis 1873 war Fleiner für die Nationalliberale Partei Abgeordneter der Zweiten Kammer des Badischen Landtags. Zeitgleich war er ehrenamtliches Mitglied des Bezirksrates Schopfheim.